# Cœur de diamant
Pour les articles homonymes, voir Diamant (homonymie).
Cœur de diamant (Brilhante) est une telenovela brésilienne en 155 épisodes de 50 minutes, écrite par Gilberto Braga et diffusée entre le 28 septembre 1981 et le 27 mars 1982 sur le réseau Globo.
En France, le feuilleton a été remonté en 70 épisodes de 30 minutes et diffusé du 25 mars au 1er juillet 1985 sur TF1 et rediffusé du 2 mars au 22 juin 1987, toujours sur TF1.
La BO du générique pour les diffusions françaises est Luiza composé par Antonio Carlos Jobim.

## Synopsis
L'intrigue se déroule dans le milieu des joailliers, en particulier la famille Newman, mêlée à des histoires troubles, avec pour héroïne une employée, Luiza, interprétée par Vera Fischer.

## Distribution
- Tarcísio Meira (VF : Michel Bedetti) : Paulo César Ribeiro
- Vera Fischer (VF : Marion Game) : Luíza Sampaio
- Fernanda Montenegro (VF : Monique Thierry) : Chica Newman
- Renée de Vielmond (pt) (VF : Brigitte Morisan) : Maria Isabel Newman Ribeiro
- Dennis Carvalho (pt) (VF : Marc François) : Inácio Newman
- Mário Lago (VF : René Bériard) : Victor Newman
- Renata Sorrah (VF : Michèle Bardollet) : Leonor
- José Wilker: Sidney